# Яковлев, Павел Иванович
Павел Иванович Яковлев (28 декабря 1894 — 16 июня 1983) — российско-американский невролог и невропатолог.
Родился в дворянской семье в городе Турец[уточнить]. Окончил классическую среднюю школу в Вильнюсе в 1914 году. В 1915 году поступил в Императорскую военно-медицинскую академию в Санкт-Петербурге. Его учителями были Александр Максимов, Александр Бородин[уточнить] и Владимир Бехтерев. В конце 1919 года покинул Россию. Некоторое время пребывал в Финляндии, а затем отправился во Францию и Швейцарию. В Цюрихе он учился у Минковского. После этого мигрировал в США. В 1932 году он работал и преподавал в Гарвардской медицинской школе. В 1951 году он был назначен профессором невропатологии. Был консультантом по неврологии у четырёх президентов США.